# Karl Friedrich Hagenbach
Karl (Carl) Friedrich Hagenbach (Basilea, 1771-1849) fue un profesor y botánico suizo.

## Algunas publicaciones
- karl friedrich Hagenbach. 1824. Nachträgliche Bemerkungen über die Aufstellung einer vollständigen medicinischen Fakultät [an der Universitär Basel] (Observaciones posteriores sobre el establecimiento de una facultad de medicina completa [en la Universidad de Basilea])
- ---------------------------------------. 1791. Jubel-Lied abgesungen von den Baslerischen Landleuten als die Obrigkeit sie von der Leibeigenschaft befreyte. 4 pp.
- ---------------------------------------. 1790. Der Freye Schweizer: Rodnerisch vorgelegen bey Ansatz der Erforderung zur _ des 10. 6 pp.

### Libros
- karl friedrich Hagenbach. 1821. Tentamen floræ basileensis, exhibens plantas phanerogamas sponte nascentes secundum systema sexuale digestas: Adjectis Caspari Bauhini synonymis ope horti ejus sicci comprobatis. Volumen 1. 423 pp. en línea

## Eponimia
Género
- (Anthericaceae) Hagenbachia Nees & Mart.[1]

Especies
- (Lamiaceae) Mentha hagenbachiana Heinr.Braun & Topitz[2]
- (Rosaceae) Fragaria hagenbachiana K.H.Lang ex W.D.J.Koch[3]